# Râul Aude
Aude este un râu în sudul Franței. Izvorăște din departamentul Pyrénées-Orientales lângă localitatea Angles, în Munții Pirinei. Are o lungime de 224 km, un debit mediu de 43,6 m³/s și un bazin de 6.047 km². Se varsă în Marea Mediterană între localitățile Fleury, Aude și Vendes, Hérault.